# Embalse de La Pedrera

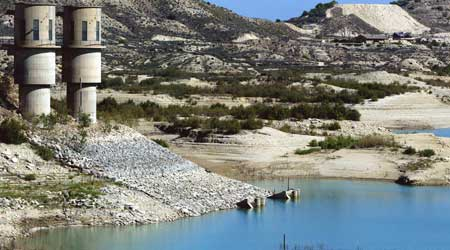
Embalse de La Pedrera

El pantano de la Pedrera se encuentra situado en el término municipal español de Orihuela, en la provincia de Alicante.
Se construyó en el año 1980 en el cauce de la rambla Alcorisa sobre una superficie de 1272 hectáreas, con una capacidad máxima de 246 hm³. Tiene una presa de gravedad de 61 m de altura y 716 m de longitud.
Este pantano pertenece a la Confederación Hidrográfica del Segura y su uso es mayoritariamente de regadío sobre todo para el Campo de Cartagena, aunque también se hace uso de sus aguas para consumo humano en algunos pueblos de la Vega Baja del Segura, desde la potabilizadora de Vistabella.